# Jacobus de Rhoer
Jacobus de Rhoer (Angeren, 1722 - Groningen, 12 december 1813) was een Nederlandse theoloog, filoloog, historicus en hoogleraar. Hij is de vader van Cornelis Willem de Rhoer. 

## Leven en werk
De Rhoer, zoon van de uit Duitsland afkomstige predikant Jacobus Rhoer en Anna Elisabeth van Diepenbruch, ging rond 1740 theologie studeren aan de Universiteit van Utrecht. In 1745 werd hij predikant in Delden. Al drie maanden later aanvaardde hij een benoeming tot hoogleraar aan de illustere school van Deventer. Deze functie combineerde hij aanvankelijk met het predikantschap. In 1749 werd hij rector van deze school. In datzelfde jaar trouwde hij aldaar met Maria Hillegonda Slocker. In 1752 stopte hij met preken in de Lebuïnuskerk. In 1767 aanvaardde hij een hoogleraarschap aan de Universiteit van Groningen. Hier was hij van 1767 tot 1813 hoogleraar Exegese van het Nieuwe Testament, Welsprekendheid en Griekse en Latijnse Antiquiteiten tevens Latijnse en Griekse talen. Na 1780 doceerde hij tevens Algemene en Vaderlandse geschiedenis en na 1791 tevens Statistiek der vaderlands. In 1774 was hij rector van de universiteit. In 1795 kocht hij voor ƒ 1.505 de voormalige havezate Mensinga in Roderwolde, dat hij gebruikte als buitenverblijf in de zomermaanden. Van 1798 tot zijn overlijden in 1813 op de leeftijd van 91 jaar was hij tevens bibliothecaris van de Universiteitsbibliotheek Groningen.

## Gelegenheidstoespraken
In opdracht en op verzoek van het stadsbestuur van Deventer schreef De Rhoer toespraken ter gelegenheid van het overlijden van stadhouder Willem IV (1751), het overlijden van regentes Anna (1759) en het bezoek van Willem V (1766) aan de stad.

## Geschiedenis van Drenthe
De Rhoer schreef een nooit uitgegeven studie over de geschiedenis van Drenthe Gesteldheid en geschiedenis van Drente, dat beschouwd wordt als een van de eerste overzichtswerken van de Drentse geschiedenis. Delen van deze studie zijn door Sibrand Gratama in de Drentsche Volksalmanak gepubliceerd.